# Economia del Pakistan

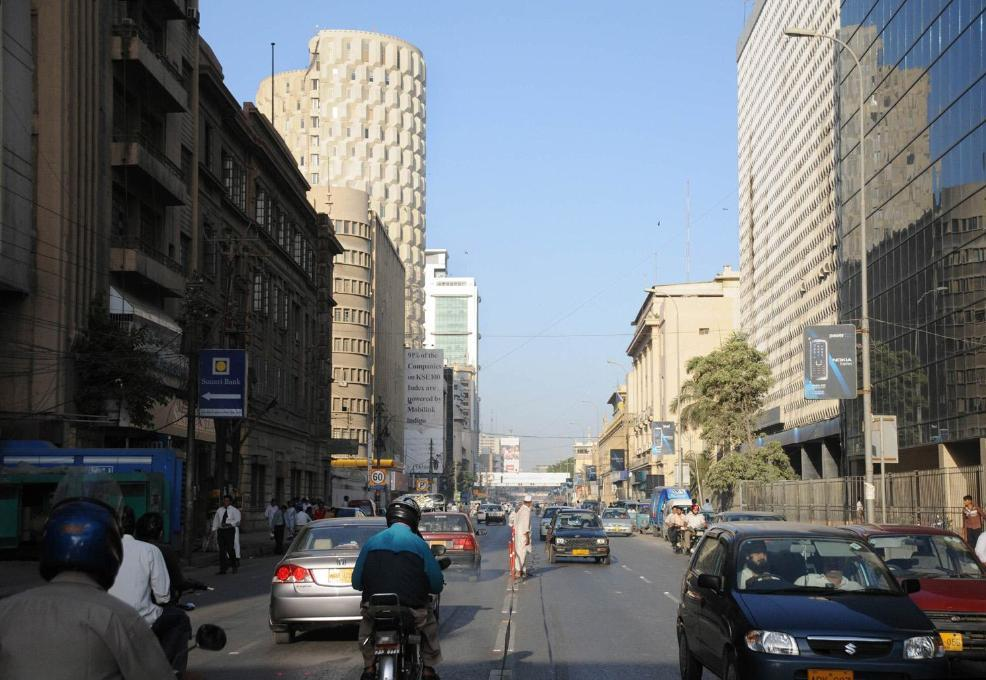
Calle I. I. Chundrigar, centre financer de Karachi.

L'economia de Pakistan és la 26è més gran del món en termes de paritat de poder adquisitiu i la 44è en termes de PIB nominal, malgrat el país ser el 6è més poblat del món. Dècades de disputes polítiques internes i baixos nivells d'inversió estrangera van portar a un baix creixement i al subdesenvolupament. Confrontat amb grans dèficits pressupostaris, elevada inflació i grans pèrdues en les seves reserves internacionals, el govern va concordar amb un'ajuda del Fons Monetari Internacional el novembre de 2008. Entre els anys 2004 i 2007, el creixement del PIB vaig estar en mitjana entre el 6 i 8%, ajudat per augment en els sectors industrial i de serveis, malgrat severa escassetat d'electricitat.
Els nivells de pobresa van caure 10% des del 2001, i Islamabad contínuament té augmentat la inversió en desenvolupament en els últims anys. El 2008 el dèficit fiscal - resultat d'una baixa recaptació de impostos i un augment en les despeses - va excedir la meta de govern de 4% del PIB. La inflació queda la preocupació principal entre el públic, saltant de 7,7% en 2007 a 20,8% en 2008, principalment a causa de l'augment mundial en els preus del petroli i de les commodities. A més, la rupia pakistanesa va perdre el seu valor de manera significativa a causa de la instabilidad econòmica.